# Wenezuela na Letnich Igrzyskach Olimpijskich Młodzieży 2010
Wenezuelę na Letnich Igrzyskach Olimpijskich Młodzieży w Singapurze w 2010 reprezentowało 21 sportowców w 10 dyscyplinach.

## Skład kadry

### Boks
Chłopcy
| Zawodnik        | Konkurencja | Eliminacje               | Półfinał             | Finał                                      | Poz. |
| --------------- | ----------- | ------------------------ | -------------------- | ------------------------------------------ | ---- |
| Fradimil Macayo | -57 kg      | Jakub Chval W 15–2       | Elvin Isayev L 6–10  | Walka o 3. miejsce Denislav Suslekov W 8–3 |      |
| Samuel Zapata   | -64 kg      | Lyndell Marcellin W 11–0 | Fabian Maidana W 4–2 | Ricardas Kuncaitis L 6–12                  |      |

### Gimnastyka

#### Gimnastyka artystyczna
Chłopcy
| Zawodnik    | Konkurencja                           | Ćwiczenia wolne | Ćwiczenia wolne | Koń z łękami | Koń z łękami | Ćwiczenia na kołach | Ćwiczenia na kołach | Skok przez konia | Skok przez konia | Ćwiczenia na poręczach | Ćwiczenia na poręczach | Ćwiczenia na drążku | Ćwiczenia na drążku | Suma   | Suma |
| Zawodnik    | Konkurencja                           | Pkt.            | Poz.            | Pkt.         | Poz.         | Pkt.                | Poz.                | Pkt.             | Poz.             | Pkt.                   | Poz.                   | Pkt.                | Poz.                | Pkt.   | Poz. |
| ----------- | ------------------------------------- | --------------- | --------------- | ------------ | ------------ | ------------------- | ------------------- | ---------------- | ---------------- | ---------------------- | ---------------------- | ------------------- | ------------------- | ------ | ---- |
| Junior Rojo | Gimnastyka artystyczna – kwalifikacje | 13.600          | 21              | 11.800       | 31           | 13.450              | 21                  | 15.000           | 21               | 13.350                 | 17                     | 12.300              | 35                  | 79.500 | 29   |

Dziewczęta
| Zawodnik        | Konkurencja                           | Skok przez konia | Skok przez konia | Ćwiczenia na poręczach | Ćwiczenia na poręczach | Ćwiczenia na równoważni | Ćwiczenia na równoważni | Ćwiczenia wolne | Ćwiczenia wolne | Suma   | Suma |
| Zawodnik        | Konkurencja                           | Pkt.             | Poz.             | Pkt.                   | Poz.                   | Pkt.                    | Poz.                    | Pkt.            | Poz.            | Pkt.   | Poz. |
| --------------- | ------------------------------------- | ---------------- | ---------------- | ---------------------- | ---------------------- | ----------------------- | ----------------------- | --------------- | --------------- | ------ | ---- |
| Kosthia Requena | Gimnastyka artystyczna – kwalifikacje | 13.200           | 23               | 12.000                 | 21                     | 13.150                  | 14                      | 12.550          | 18              | 50.900 | 16 Q |
| Kosthia Requena | Wielobój indywidualnie                | 13.350           | 15               | 11.150                 | 16                     | 13.250                  | 9                       | 12.150          | 15              | 49.900 | 15   |

### Judo
Indywidualnie
| Zawodnik     | Konkurencja | Runda 1            | Runda 2            | Runda 3                  | Półfinał               | Finał                  | Poz. |
| Zawodnik     | Konkurencja | Przeciwnik Wynik   | Przeciwnik Wynik   | Przeciwnik Wynik         | Przeciwnik Wynik       | Przeciwnik Wynik       | Poz. |
| ------------ | ----------- | ------------------ | ------------------ | ------------------------ | ---------------------- | ---------------------- | ---- |
| Pedro Pineda | −100 kg     | Villalba W 021–100 | Igarashi L 000–021 | Repesaż Glusac L 000–100 | Nie zakwalifikował się | Nie zakwalifikował się | 9    |

Zespołowo
| Zawodnik | Konkurencja     | Runda 1          | Runda 2              | Półfinały        | Finał                   | Poz. |
| Zawodnik | Konkurencja     | Przeciwnik Wynik | Przeciwnik Wynik     | Przeciwnik Wynik | Przeciwnik Wynik        | Poz. |
| --- | --------------- | ---------------- | -------------------- | ---------------- | ----------------------- | ---- |
| Cairo Neha Thakur Mansurkhuja Muminkhujaev Christine Huck Ioan Visan Andrea Guillen Eldin Omerovic Barbara Matic Pedro Pineda | składy mieszane | Birmingham W 5–2 | Hamilton W 4–4 (3–2) | Essen L 2–5      | Nie zakwalifikowali się |      |

### Pływanie
Chłopcy
| Zawodnik          | Konkurencja        | Kwalifikacje | Kwalifikacje | Półfinał               | Półfinał               | Finał                  | Finał                  |
| Zawodnik          | Konkurencja        | Czas         | Poz.         | Czas                   | Poz.                   | Czas                   | Poz.                   |
| ----------------- | ------------------ | ------------ | ------------ | ---------------------- | ---------------------- | ---------------------- | ---------------------- |
| Cristian Quintero | 50 m st. dowolnym  | 23.41        | 6 Q          | 23.25                  | 7 Q                    | 23.70                  | 8                      |
| Cristian Quintero | 100 m st. dowolnym | 50.82        | 2 Q          | 50.55                  | 3 Q                    | 50.47                  | 4                      |
| Cristian Quintero | 200 m st. dowolnym | 1:50.93      | 2 Q          |                        |                        | 1:49.98                |                        |
| Cristian Quintero | 400 m st. dowolnym | 3:54.91      | 2 Q          |                        |                        | 3:53.44                |                        |
| Juan Sequera      | 200 m st. zmiennym | 2:06.64      | 15           | Nie zakwalifikował się | Nie zakwalifikował się | Nie zakwalifikował się | Nie zakwalifikował się |

Dziewczęta
| Zawodnik               | Konkurencja          | Kwalifikacje | Kwalifikacje | Półfinał                | Półfinał                | Finał                   | Finał                   |
| Zawodnik               | Konkurencja          | Czas         | Poz.         | Czas                    | Poz.                    | Czas                    | Poz.                    |
| ---------------------- | -------------------- | ------------ | ------------ | ----------------------- | ----------------------- | ----------------------- | ----------------------- |
| Bieliukas Trejo Oriana | 100 m st. dowolnym   | 58.90        | 25           | Nie zakwalifikowała się | Nie zakwalifikowała się | Nie zakwalifikowała się | Nie zakwalifikowała się |
| Erika Torreallas       | 100 m st. motylkowym | 1:01.72      | 11 Q         | 1:01.78                 | 12                      | Nie zakwalifikowała się | Nie zakwalifikowała się |

### Podnoszenie ciężarów
| Zawodnik          | Konkurencja | Snatch | Clean & Jerk | Total | Poz. |
| ----------------- | ----------- | ------ | ------------ | ----- | ---- |
| Juan Prado        | −56 kg      | 100    | 118          | 218   | 6    |
| Génesis Rodríguez | −48 kg      | 71     | 83           | 154   |      |

### Skoki do wody
Chłopcy
| Zawodnik    | Konkurencja          | Eliminacje | Eliminacje | Finał  | Finał |
| Zawodnik    | Konkurencja          | Pkt.       | Poz.       | Pkt.   | Poz.  |
| ----------- | -------------------- | ---------- | ---------- | ------ | ----- |
| Robert Paez | trampolina 3 metrowa | 452.65     | 11 Q       | 458.70 | 12    |
| Robert Paez | wieża 10 metrowa     | 464.50     | 5 Q        | 483.20 | 5     |

Dziewczęta
| Zawodnik            | Konkurencja          | Eliminacje | Eliminacje | Finał  | Finał |
| Zawodnik            | Konkurencja          | Pkt.       | Poz.       | Pkt.   | Poz.  |
| ------------------- | -------------------- | ---------- | ---------- | ------ | ----- |
| Beannelys Velasquez | trampolina 3 metrowa | 342.45     | 9 Q        | 359.20 | 10    |

### Szermierka
Faza grupowa
| Zawodnik      | Konkurencja          | Mecz 1    | Mecz 2          | Mecz 3       | Mecz 4      | Mecz 5        | Poz. |
| ------------- | -------------------- | --------- | --------------- | ------------ | ----------- | ------------- | ---- |
| Maria Carreno | szabla indywidualnie | Seo W 5–4 | Ciardullo L 1–5 | Boudad L 2–5 | Ahmed L 4–5 | Egoryan L 3–5 | 11   |

Faza główna
| Zawodnik | Konkurencja          | Runda 1        | Ćwierćfinał             | Półfinał                           | Finał                                    | Poz. |
| --- | -------------------- | -------------- | ----------------------- | ---------------------------------- | ---------------------------------------- | ---- |
| Maria Carreno | szabla indywidualnie | Egoryan L 7–15 | Nie zakwalifikowała się | Nie zakwalifikowała się            | Nie zakwalifikowała się                  | 11   |
| Americas 2 Maria Carreno Guilherme Melaragno Mona Shaito Miguel Breault-Mallette Clara Isabel Di Tella Redys Prades Rosabal | składy mieszane      | Africa W 28–25 | Europe 1 L 17–30        | Mecz o 5. miejsce Europe 3 L 23–30 | Mecz o 7. miejsce Asia-Oceania 2 W 28–27 | 7    |

### Tenis
Singiel
| Zawodnik         | Konkurencja              | Runda 1                       | Runda 2                                   | Ćwierćfinały                                  | Półfinały               | Finał                   | Poz. |
| ---------------- | ------------------------ | ----------------------------- | ----------------------------------------- | --------------------------------------------- | ----------------------- | ----------------------- | ---- |
| Ricard Rodriguez | gra pojedyncza chłopców  | Olivo W 2–0 (7–6, 6–3)        | Baluda L 1–2 (2–6, 6–4, 3–6)              | Nie zakwalifikował się                        | Nie zakwalifikował się  | Nie zakwalifikował się  |      |
| Adriana Pérez    | gra pojedyncza dziewcząt | Kumkhum L 1–2 (7–6, 2–6, 3–6) | Consolation Rasolomalala W 2–0 (6–4, 6–3) | Consolation Ishizu L 0–2 (1–6, 3–6)           | Nie zakwalifikowała się | Nie zakwalifikowała się |      |
| Andrea Gamiz     | gra pojedyncza dziewcząt | Škamlová L 0–2 (3–6, 6–7)     | Consolation Puig W 2–1 (3–6, 6–3, [11–9]) | Consolation Friedsam L 1–2 (2–6, 7–5, [7–10]) | Nie zakwalifikowała się | Nie zakwalifikowała się |      |

Debel
| Zawodnik                        | Konkurencja            | Runda 1                            | Ćwierćfinały                     | Półfinały                       | Finał                                               | Poz. |
| ------------------------------- | ---------------------- | ---------------------------------- | -------------------------------- | ------------------------------- | --------------------------------------------------- | ---- |
| Diego Galeano Ricardo Rodriguez | gra podwójna chłopców  | Huang Uchiyama W 2–0 (6–4, 6–4)    | Fernandes Olivo W 2–0 (6–4, 6–4) | Golding Vesely L 0–2 (3–6, 2–6) | Mecz o 3. miejsce Horansky Kovzlik L 0–2 (5–7, 4–6) | 4    |
| Andrea Gamiz Adriana Pérez      | gra podwójna dziewcząt | Čepelová Škamlová L 0–2 (3–6, 6–7) | Nie zakwalifikowały się          | Nie zakwalifikowały się         | Nie zakwalifikowały się                             |      |

### Triathlon
Dziewczęta
| Triatlonista  | Konkurencja   | Pływanie | Zmiana 1 | Kolarstwo | Zmiana 2 | Bieg  | Łączny czas | Poz. |
| ------------- | ------------- | -------- | -------- | --------- | -------- | ----- | ----------- | ---- |
| Andrea Arenas | Indywidualnie | 10:14    | 0:36     | 33:40     | 0:27     | 23:52 | 1:08:49.53  | 24   |

Chłopcy
| Triatlonista | Konkurencja   | Pływanie | Zmiana 1 | Kolarstwo | Zmiana 2 | Bieg  | Łączny czas | Poz. |
| ------------ | ------------- | -------- | -------- | --------- | -------- | ----- | ----------- | ---- |
| Carlos Pérez | Indywidualnie | 8:54     | 0:31     | 29:49     | 0:24     | 17:57 | 57:35.52    | 18   |

Składy mieszane
| Zawodnik                                                    | Konkurencja                | Łączny czas zawodnika (Pływanie 250 m, Kolarstwo 7 km, Bieg 1.7 km) | Łączny czas grupy | Poz. |
| ----------------------------------------------------------- | -------------------------- | ------------------------------------------------------------------- | ----------------- | ---- |
| Andrea Arenas Gabriel Zumbado Viviana Gonzalez Andres Diaz  | Składy mieszane Americas 4 | 23:17 20:44 23:30 20:21                                             | 1:27:52.84        | 14   |
| Jessica Piedra Carlos Pérez Leslie Amat Alvarez Iuri Vinuto | Składy mieszane Americas 3 | 22:30 19:53 23:32 20:39                                             | 1:26:34.25        | 11   |

### Zapasy
Styl wolny
| Zawodnik        | Konkurencja | Kwalifikacje              | Kwalifikacje | Finał                                           | Poz. |
| Zawodnik        | Konkurencja | Grupa                     | Poz.         | Finał                                           | Poz. |
| --------------- | ----------- | ------------------------- | ------------ | ----------------------------------------------- | ---- |
| Andry Davila    | –46kg       | Rios W Fall (7–0)         | 2            | Mecz o 3. miejsce Hovhannisyan L 0–2 (0–4, 1–5) | 4    |
| Andry Davila    | –46kg       | Sheikhi L 0–2 (1–3, 0–1)  | 2            | Mecz o 3. miejsce Hovhannisyan L 0–2 (0–4, 1–5) | 4    |
| Oriannys Segura | –46kg       | Olli L 0–2 (0–1, 1–5)     | 3            | Mecz o 5. miejsce Holland W 2–0 (4–0, 5–0)      | 5    |
| Oriannys Segura | –46kg       | Miyahara L 0–2 (1–4, 0–2) | 3            | Mecz o 5. miejsce Holland W 2–0 (4–0, 5–0)      | 5    |